# Tentato colpo di Stato in Niger del 2021
Il tentato colpo di Stato in Niger del 2021 si è verificato il 31 marzo 2021 intorno alle 3:00 del mattino dopo lo scoppio di un'insurrezione armata nelle strade di Niamey, la capitale del Niger, due giorni prima dell'insediamento del presidente eletto Mohamed Bazoum. Il golpe fu portato avanti da un'unità dell'aeronautica militare nigerina con sede nell'aeroporto di Niamey, guidata dal capitano Sani Saley Gourouza.

## Contesto
Il tentativo di colpo di Stato ha avuto luogo mentre il Niger era nel pieno della guerra del Sahel, con un aumento del terrorismo (come visibile dal massacro avvenuto a Tilia il 21 marzo 2021) e della violenza interetnica, e aveva appena superato con successo il ciclo di elezioni generali nigerine del 2020-21, con una transizione presidenziale pacifica tra due presidenti democraticamente eletti, un contesto senza precedenti in Niger. A vincere fu Mohamed Bazoum, del Partito Nigerino per la Democrazia e il Socialismo. Tuttavia, l'avversario sconfitto, l'ex presidente Mahamane Ousmane, contestò i risultati elettorali presentando un ricorso legale alla corte costituzionale, che venne però respinto.

## Storia
Secondo Cyril Payen di France 24, "per mezz'ora si sono sentiti colpi di armi da fuoco pesanti nella zona del palazzo presidenziale, ma la guardia guidata da Abdourahamane Tchiani ha respinto l'attacco e la situazione è presto tornata sotto controllo". La maggior parte dei golpisti è stata arrestata, ma alcuni, tra cui il leader Sani Saley Gourouza, non furono mai catturati e sono ancora in libertà. La transizione democratica si svolse come previsto, con il giuramento del nuovo presidente Mohamed Bazoum, succeduto a Mahamadou Issoufou, avvenuto due giorni dopo il tentativo di colpo di Stato. Sarà tuttavia la stessa guardia presidenziale, con a capo il leader Abdourahamane Tchiani, a deporlo nel colpo di Stato in Niger del 2023.